# Argyresthia pretiosa
Argyresthia pretiosa is een vlinder uit de familie van de pedaalmotten (Argyresthiidae). De wetenschappelijke naam van de soort werd in 1880 gepubliceerd door Otto Staudinger.